# Бохтар (аэропорт)
Международный аэропорт «Бохта́р» (тадж. Фурудгоҳи байналмилалии «Бохтар») — международный аэропорт в пяти километрах к северо-востоку от города Бохтара, рядом с городом Левакант. Один из четырёх международных аэропортов Таджикистана. 
В основном используется гражданской авиацией (пассажирское и грузовое авиасообщение), также используется в качестве военного аэродрома вооруженными силами Республики Таджикистан. Являлся дополнительным хабом для местной авиакомпании East Air, а также для Tajik Air. В последнее время из аэропорта выполнялся только рейс в Москву (Шереметьево) на самолёте Боинг-737-800 авиакомпании Nordwind Airlines.
Построен и открыт в советские годы, статус международного аэропорта получил после завершения гражданской войны в Таджикистане. Способен принимать вертолёты всех типов, самолёты Airbus A320, Boeing 737 и самолёты классов ниже вышеперечисленных. Находится на высоте 445 метров над уровнем моря. Имеет одну взлетно-посадочную полосу, которая изначально имела длину около 1700 метров, затем была удлинена до 1985 метров. В 2004-2006 гг. полоса удлинена до 2285 метров, что позволило принимать самолёты типа Як-42, некоторые модификации Boeing 737, затем в аэропорту проводились работы по усилению покрытия взлётно-посадочной полосы, в 2017 году выполнено удлинение полосы до 2450 метров, путем возведения дамбы в русле реки Вахш.

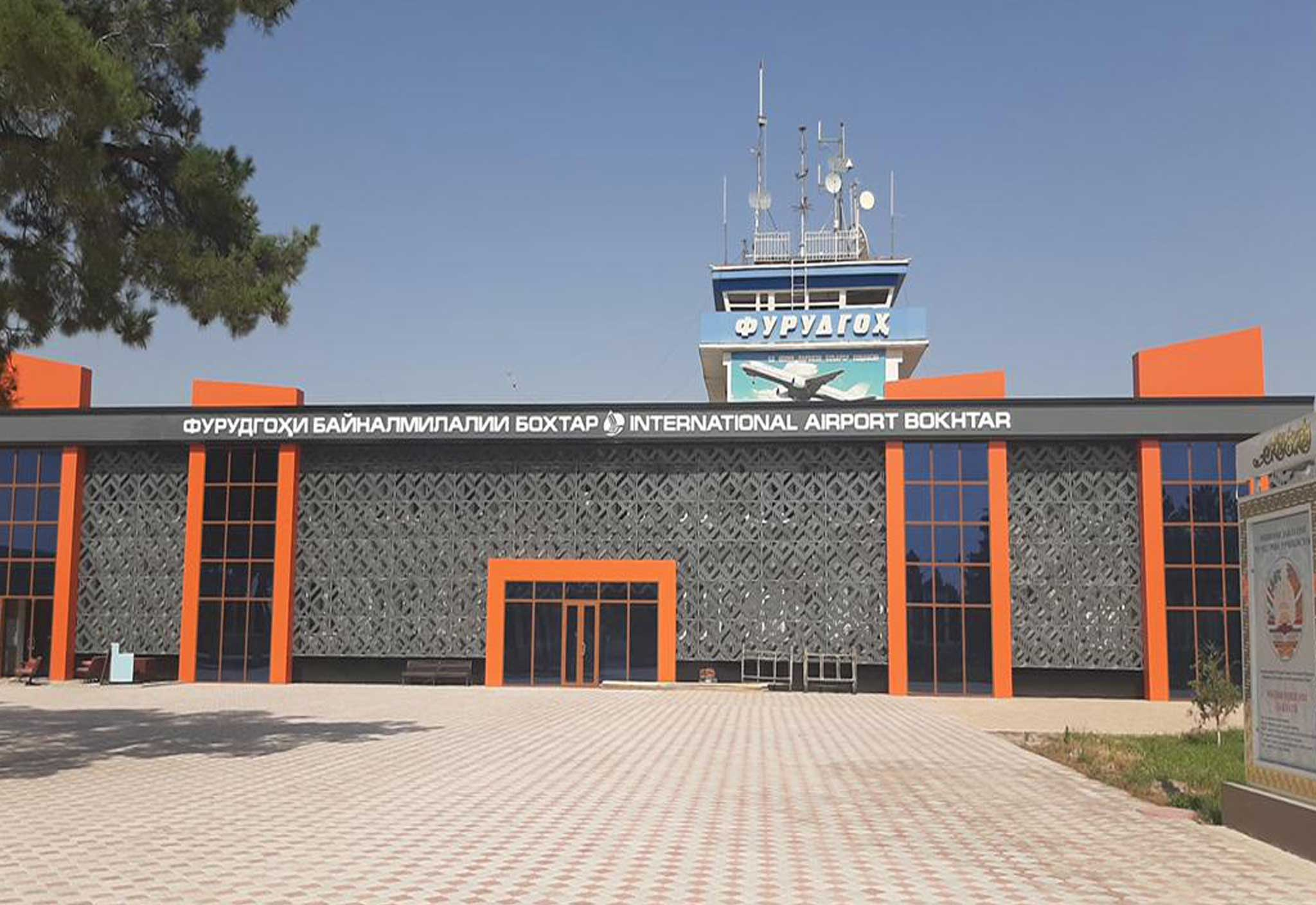
Здание аэропорта

Начиная с начала 2000-х годов и до недавнего времени в разные годы аэропорт имел регулярное авиасообщение с  Москвой, Санкт-Петербургом, Новосибирском, Екатеринбургом, Казанью, Челябинском, Саратовом, Самарой, Оренбургом, а также некоторое время с казахстанской Алма-Атой. В летнем расписании 2023 года заявлены рейсы в Красноярск.